# 1590 в Україні

## Події
- Прийняття сеймом Речі Посполитої постанови «Порядок щодо низовців й України».
- У червні на з'їзді православних єпископів у Белзі Кирило Терлецький разом з іншими єпископами (зокрема, Гедеоном Балабаном) порушив питання про необхідність об'єднання православної і католицької церков.
- Морський бій козаків з турками біля турецького узбережжя[1].

## Особи

### Народились
- Говганес Карматанянц (1590—1624) — вірменський друкар у Львові.
- Яків Собеський (1590—1646) — шляхтич Речі Посполитої, державний, політичний і військовий діяч Речі Посполитої. Представник шляхетського роду Собеських гербу Яніна. Краківський каштелян (1646). Воєвода белзький (1638—1641) і руський (1641—1646).

### Померли
- Михайло Янушович Заславський (1561—1590) — магнат, власник Нового Заславля.

## Засновані, зведені
- Письмова згадка про Нехворощ (Андрушівський район).
- Засновані Велика Ростівка — Оратівський район, Лютенька, Римарівка — Гадяцький район, Шняківка — Ніжинський район.
- Гостролуччя
- Долинівка (Брусилівський район)
- Ізмаїл
- Новопетрівське (Новоодеський район)
- Узин